# Dix sages de l'école confucéenne
 (septembre 2017).
Si vous disposez d'ouvrages ou d'articles de référence ou si vous connaissez des sites web de qualité traitant du thème abordé ici, merci de compléter l'article en donnant les références utiles à sa vérifiabilité et en les liant à la section « Notes et références ».
Les Dix sages de l'école confucéenne (孔门十哲), aussi connus comme les « dix sages des quatre domaines », se réfèrent aux dix disciples les plus accomplis de Confucius.
D’après le verset 3 (ou 2 selon version) du chapitre 11 des Entretiens de Confucius, les quatre domaines sont la vertu, l'éloquence, la politique et la littérature.

## Liste des dix sages
La liste des dix sages est basée sur les Entretiens de Confucius, chapitre 11 :
La vertu
- Yan Hui,
- Min Sun
- Ran Geng
- Ran Yong

L'éloquence
- Zai Yu
- Duanmu Ci

La politique
- Ran Qiu
- Zilu

La littérature
- Ziyou
- Zixia

## Distinguer les Dix sages des Douze Philosophes
Les Dix sages sont tous des élèves directs de Confucius.
Les Douze Philosophes Confucéens inclus les Dix sages sauf Yan Hui, mais avec en plus Zizhang, Youzi et Zhuxi.